# Coroa de Castela

A Coroa de Castela em 1400

A Coroa de Castela existiu na Península Ibérica como uma entidade política separada na Idade Média e Moderna. Formou-se em 1230 a partir da terceira e definitiva união das coroas dos reinos de Castela e de Leão, e consequente ascensão de Fernando III de Castela ao trono leonês. Apesar da união pessoal das coroas de Castela e Aragão em 1469, pelo casamento dos Reis Católicos, a Coroa de Castela continuou a existir como uma entidade separada. Com os Decretos do Novo Plano, após a Guerra da Sucessão Espanhola e a ascensão ao trono na Monarquia Católica da Casa de Bourbon, na pessoa do rei Filipe V, no início do século XVIII, a separação de reinos foi abolida. Assim, se inicia a assimilação por parte da Coroa de Castela dos restantes territórios, fundando a atual e unificada Espanha.

## História

### Do Reino de Leão a Castela-Leão
O Reino de Leão surgiu a partir do Reino das Astúrias. Castela era inicialmente um condado pertencente ao Reino de Leão. Na segunda metade do século X, durante as guerras civis de Leão, o Condado de Castela obteve um aumento de independência, para finalmente cair na órbita de Navarra durante o reinado de Sancho III, o Grande, que asseguraria o condado ao seu filho, Fernando I, através da sua mulher, Muniadona, após o assassinato do conde García Sánchez de Castela em 1029.
No ano 1037, Fernando rebelou-se contra o rei de Leão, Bermudo III, que morreu na Batalha de Tamarón, tornando-se rei de Leão por meio de seu casamento com a irmã de Bermudo III, Sancha. O condado tornou-se assim parte do Patrimônio Régio. Com a morte de Fernando, o reino foi dividido entre os seus filhos. Seu favorito, Afonso VI, recebeu o Reino de Leão e o primado concedido por este título em relação aos seus irmãos. Sancho herdou de seu pai o Condado de Castela, elevado à categoria de reino, e o mais novo, Garcia, recebeu a Galiza. A divisão foi de curta duração: entre 1071 e 1072 Sancho derrubou seus irmãos e anexou os seus Estados, mas morreu assassinado neste último ano. Isto fez com que seu irmão Afonso reunificasse a herança do pai, que permaneceu unida até 1157. Neste ano Afonso VI morreu, legando o Reino de Leão a Fernando II e Castela a Sancho III. Este foi sucedido por Afonso VIII e Fernando II foi sucedido por Afonso IX, cujo casamento com Berengária de Castela, filha de Afonso VIII, gerou Fernando III (o Rei-Santo São Fernando).
Com a morte do filho e sucessor de Afonso VIII de Castela (Henrique I) em 1217, Fernando III herdou o Reino de Castela de sua mãe e, em 1230, após a morte de seu pai Afonso IX de Leão, foi nomeado rei de Leão. Também aproveitou-se da fraqueza do Califado Almóada para avançar, e muito, na Reconquista, anexando o vale do Guadalquivir, enquanto seu filho Afonso X conquistou o Reino de Múrcia.
Os reis da Coroa de Castela ostentavam o título de Rei de Castela, Leão, Navarra, Granada, Toledo, Galiza, Múrcia, Jaén, Córdoba, Sevilha, Algarves, Algeciras, Gibraltar, Ilhas Canárias, Índias, ilhas e terra firme do mar oceano, além de Senhor da Biscaia e de Molina. Seu herdeiro tinha o título de Príncipe das Astúrias.

#### Anexação da Galiza e Leão
Afonso IX de Leão faleceu em 1230, sendo sucedido pelas infantas Sancha e Dulce, filhas do seu primeiro casamento com a sua prima, a infanta Dona Teresa de Portugal.
Fernando de Castela, contudo, ambicionava obter a coroa destes dois reinos, alargando enormemente o seu domínio. Para tal, reuniram na cidade portuguesa de Valença as duas mulheres de Afonso IX, Teresa de Portugal e Berenguela de Castela, com as infantas Sancha e Dulce, para selarem um acordo.
Devido às ameaças de guerra e sob a pressão da aristocracia leonesa e castelhana, Sancha e Dulce viram-se forçadas a renunciar ao trono, recebendo uma renda de 30 mil maravedis. Pelo Tratado das Tercerias, a união pessoal das duas coroas recaía assim na pessoa do rei Fernando III, e na dos seus sucessores, passando Castela a deter a hegemonia destes reinos.
Com a morte de Beatriz da Suábia em 1235, Fernando casou pela segunda vez em 1237 com Joana de Dammartin,  condessa de Aumale (1210–1279), filha de Maria de Ponthieu condessa de Ponthieu, e de Simón Dammartin, conde de Aumale.

### Unificação das cortes
A união dos reinos sob um soberano teve como resultado nenhuma União imediata das cortes de Leão e Castela. Elas articulavam em três braços que correspondem respectivamente aos estamentos da nobreza, clero e burguesia, e embora o número de cidades representadas nas cortes variasse ao longo do tempo, foi o rei João I que fixou os números de  cidades, de maneira específica e definitiva, que teriam o direito de enviar os procuradores às cortes: Burgos, Leão, Toledo, Sevilha, Córdova, Múrcia, Xaém, Zamora, Segóvia, Ávila, Salamanca, Cuenca, Toro, Valladolid, Sória, Madri, Guadalajara e Granada (a partir de 1492).
Com Afonso X, a maioria das reuniões das cortes são comuns para todos os reinos. As Cortes de 1258 em Valladolid são De Castiella e Extremadura e na terra de Leão e Sevilha em 1261, De Castiella e de Leão, e de todos os nossos outros Regnos. Seriam mais tarde realizados alguns tribunais separados, como por exemplo em 1301 (Burgos para Castela, Zamora para Leão), mas representantes das cidades pedem que voltem à unificação:
Castelhanos representantes solicitadas: pois eu, agora estas cortes fazia aqui em Castiella separada das de Extremadura da terra de Leão, daqui em diante não se fazesse fora do eixo.
Em Leão é similar:  que quando oviere de facer Cortes que las faga con todos los omnes de la mi tierra en uno em terras leonesas.
Embora inicialmente os reinos e cidades mantivessem seus direitos particulares (entre os quais estavam o velho foro de Castela, ou as diferentes jurisdições municipais dos conselhos de Castela, Leão, Extremadura e Andaluzia), foram-se articulando as Cortes Castelhanas em torno dos direitos da Partidas (h. 1265), do Ordenamento de Alcalá (1348) e as Leis de Toro (1505) que continuou até 1889 quando foi promulgado o Código Civil Espanhol.

### Patrocínio e o pagamento davotação
A justificação providencial para as origens de cada reino e sua primazia foi uma questão muito importante (não só na Idade Média, mas em todo o Antigo Regime) e suscitou debates sobre a entidade sobrenatural que devem exercer o patrocínio e, em que território em particular, com consequências fiscais. A origem se remonta às batalhas mitificadas dos séculos VIII a X, cujas crônicas reconheciam intervenções milagrosas: a Batalha de Covadonga, a Batalha de Clavijo ou a Batalha de Simancas.

### Língua espanhola e as universidades

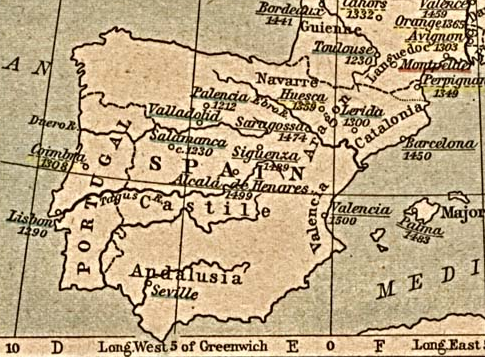
Mapa de fundação de universidades castelhanas e aragonesas

No século XIII havia nos reinos de Leão e Castela muitas línguas como o castelhano, o leonês, asturo-leonês, basco ou galego, mas nesse século o castelhano começa a ganhar força como veículo e instrumento cultural (por exemplo, o Cantar de Mio Cid).
Nos últimos anos do reinado de Fernando III de Castela, o castelhano começa a ser utilizado em certos documentos. Mas irá alcançar o título de 'língua oficial' com Afonso X, que estabelece desde então, que todos os documentos públicos sejam elaborados em castelhano, e também as traduções, que em vez de serem feitas em latim, serão feitas naquela língua:
Mandou traduzir do árabe para a língua castelhana porque os homnes entendê-lo melhor et sabia mais aproveitar
Há quem considere que a substituição do latim pelo castelhano é devida à força da nova linguagem, outros acreditam que foi devido à influência de intelectuais Hebreus, hostis ao latim, por ser a língua da Igreja Cristã.
Também no século XIII, começam a ser fundadas várias universidades nos territórios que formavam a Coroa de Castela, como  Palência e Salamanca, duas das primeiras universidades europeias.
Em 1492, durante o reinado dos Reis Católicos, se publicou a primeira edição da Gramática castellana, de Antonio de Nebrija.

## Séculos XIV-XV: Reinado dos Trastâmaras

### Ascensão dos Trastâmaras ao Trono

A Coroa de Castela ao final do século XV

Com a morte de Afonso XI começa um conflito dinástico na Guerra dos Cem Anos entre seus filhos, Pedro e Henrique. Afonso XI contraiu matrimônio com Maria de Portugal, que tinha como seu herdeiro o infante Pedro. No entanto, o rei também teve com Leonor Núñez de Guzmán, vários filhos naturais, incluindo o Infante Henrique, Conde de Trastâmara, que disputou o reino a Pedro quando este ascendeu ao trono. Isso iniciou a Primeira Guerra Civil de Castela.
Em sua luta contra Henrique, Pedro se aliou a Eduardo, o Príncipe de Gales, chamado o Príncipe Negro. Em 1367, Eduardo derrotou os partidários de Henrique na batalha de Nájera. O Príncipe Negro, vendo que o rei não estava cumprindo suas promessas, deixou o reino, e aproveitando desta circunstância, Henrique, que havia procurado refúgio na França, voltar à luta e finalmente derrotou. em 1369 na batalha de Montiel, o seu meio-irmão Pedro, matando-o.
João de Gante, irmão do Príncipe Negro e Duque de Lancaster, casa-se, em 1371, com Constança, filha de Pedro. Em 1388, reivindicou a Coroa de Castela, para sua esposa, a herdeira legítima de acordo com as Cortes de Sevilha de 1361. Ele chegou na Corunha com um exército, e ocupa primeiro esta cidade e, mais tarde, Santiago de Compostela, Pontevedra e Vigo e pede para João de Castela, filho de Henrique de Trastâmara, que entregue o trono a Constança.
Mas este não aceitou e propôs o casamento de seu filho, o infante Henrique com Catarina, filha de João de Gante e de Constança. A proposta foi aceita e foi instituído o título de Príncipe de Astúrias, que ostentaram pela primeira vez, a Henrique e Catarina. Isto permitiu a conclusão do conflito dinástico, que reforçou a Casa de Trastâmara e estabeleceu a paz entre Inglaterra e Castela.

### Relações com a Coroa de Aragão
Durante o reinado de Henrique III é restaurado o poder real, enfraquecendo a facção da nobreza mais poderosa. Em seus últimos anos ele delegou parte do seu poder efetivo a seu irmão Fernando de Antequera, que seria regente, juntamente com sua esposa, Catarina de Lencastre, durante a menoridade de seu filho, o príncipe João II. Após o Compromisso de Caspe, em 1412, o regente Fernando abandonou Castela, tornando-se rei de Aragão.
Após a morte de sua mãe, João II atingiu a maioridade, e aos 14 anos e se casou com sua prima Maria de Aragão. O jovem rei confiou o governo ao Álvaro de Luna, a pessoa mais influente na corte e aliou-se com a pequena nobreza, cidades, baixo clero e judeus. Isso ocasionou as antipatias de alta nobreza castelhana e dos infantes de Aragão, o que deu origem, entre 1429 e 1430, à Guerra entre Castela e Aragão. Álvaro de Luna ganhou a guerra e expulsou os infantes.

### Segunda Guerra de Sucessão
Henrique IV tentou restaurar a paz sem sucesso com a nobreza quebrada por seu pai. Quando sua segunda esposa, Joana de Portugal, deu à luz a Princesa Joana, o nascimento foi atribuído a uma relação adúltera da Rainha com Beltrán de La Cueva, um dos privados do monarca.
O rei, cercado por motins e pelas demandas dos nobres, teve de assinar um tratado pelo qual nomeou como herdeiro seu irmão Afonso, deixando Joanna fora da sucessão. Após a sua morte em um acidente, o rei Henrique IV assinou com a sua meia-irmã Isabel, a Católica o Tratado dos Touros de Guisando, nomeando-a herdeira, em troca de se casar com príncipe escolhido eleito por ele.

### Reis Católicos e união com a coroa de Aragão

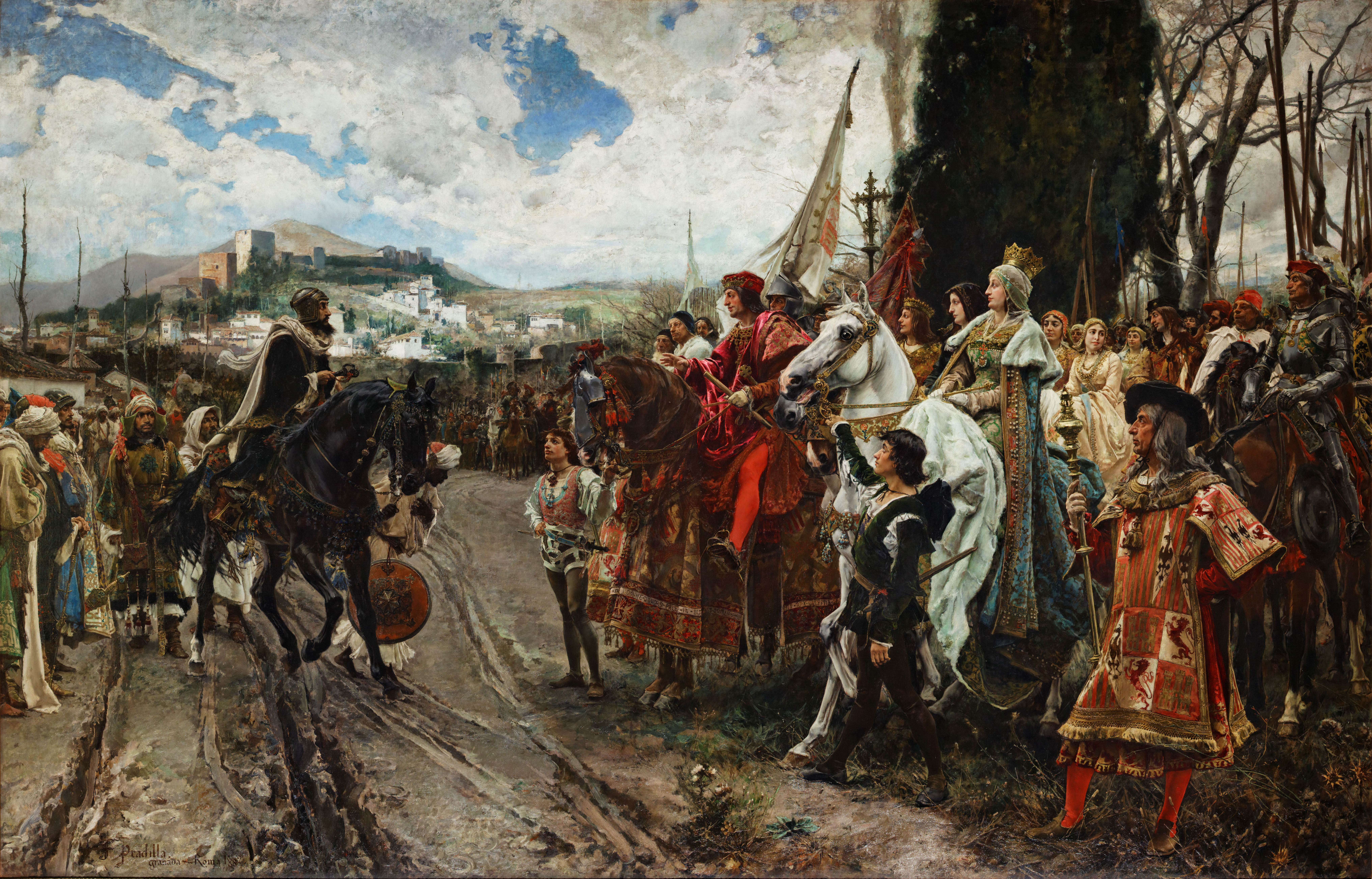
A capitulação de Granada, por, 1882

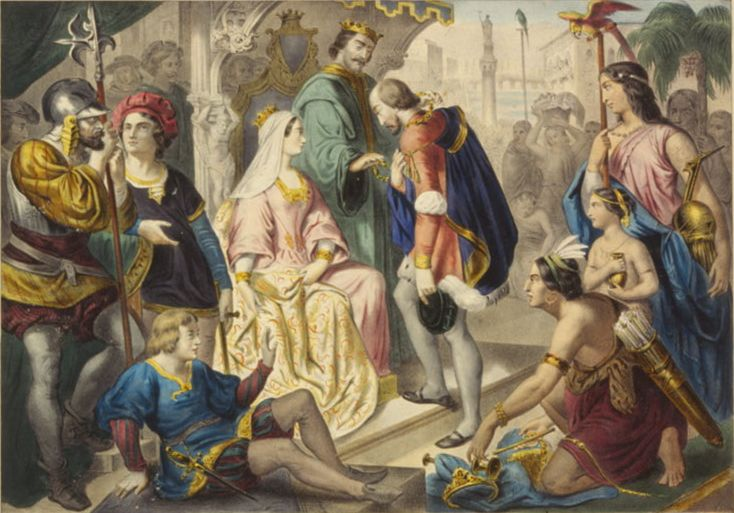
Colombo e saudado pelos Reis Católicos no regresso a Espanha

Em outubro de 1469 casaram-se secretamente, no Palácio dos Vivero, em Valladolid, Isabel e Fernando (o Católico), príncipe herdeiro de Aragão. Isto tem como resultado a União Dinástica da Coroa de Castela com a Coroa de Aragão, em 1479, e Fernando ascender ao trono da Coroa Aragonesa, apesar de não se tornar eficaz até o reinado de seu neto, Carlos IIsabel e Fernando estavam relacionados familiarmente e tinham se casado sem aprovação papal pelo qual foram excomungados. Mais tarde, o papa Alexandre VI concedeu-lhes o título de "Reis Católicos".
Devido ao casamento de Isabel e Fernando, o rei e meio-irmão de Isabel, Henrique IV, considerou quebrado o Tratado dos Touros de Guisando, pelo qual Isabel ascenderia ao trono de Castela após a morte de Henrique, desde que ela se casasse com alguém aprovado por ele. Henrique IV também queria aliar a Coroa castelhana a Portugal ou França, em vez de Aragão. Por estas razões, ele declara herdeira de seu trono sua filha Joana, contra Isabel. Com a morte de Henrique IV em 1474, começa a Guerra de Sucessão de Castela (que durou até 1479) entre os apoiantes de Isabel e Joana, na qual os apoiantes de Isabel foram vencedores.
Assim, após a vitória de Isabel na guerra civil castelhana e a ascensão ao trono de Fernando, as duas Coroas estavam Unidas sob os mesmos monarcas, mas Castela e Aragão permaneceram separadas, pois cada coroa iria reter sua identidade e leis, como os tribunais castelhanos permanecendo separados dos aragoneses, a instituição comum será apenas a Inquisição. Apesar de seus títulos dos Reis de Castela, Leão, Aragão e Sicília, Fernando e Isabel reinaram sobre todos os assuntos de suas respectivas coroas, embora eles também tenham tomado decisões conjuntas. A posição central da Coroa de Castela, três vezes maior do que o território aragonês, (população de 4,3 milhões de pessoas contra pouco menos de um milhão da Coroa aragonesa) irá estabelecer seu papel dominante na União.
A aristocracia castelhana foi poderosa graças à Reconquista (como testemunhado por Henrique IV). Monarcas devem ser impostos aos nobres e ao clero. O Conselho da fraternidade, que será conhecido como a Santa Irmandade foi fundada no ano de 1476. Além disso, tomaram-se medidas contra a nobreza, castelos feudais foram destruídos, foram proibidas guerras privadas e reduzidos os poderes do adelantado. A monarquia incorporou ordens militares sob o Conselho das Ordens em 1495, reforçou o poder real em detrimento da Justiça Feudal e as audiências tornam-se órgão supremo em matéria judicial. Poder Real também pretende controlar a maioria das cidades, assim, nas Cortes de Toledo em 1480, cria-se os corregedores para supervisionar os conselhos das cidades. Ordens religiosas são reformadas no aspecto religioso e procura a uniformidade. Pressionado para a conversão dos judeus e em alguns casos eles são perseguidos pela Inquisição, em 1492, para aqueles que converte é decidido pela sua não expulsão, estima-se que cerca de 50 mil a 70 mil pessoas foram forçadas a deixar a Coroa de Castela. De 1502 também visa a conversão da população muçulmana.
Entre 1478 e 1496 - conquista as ilhas de Gran Canaria, La Palma e Tenerife. Em 2 de janeiro de 1492 os reis entram na Alhambra do Reino Nacérida de Granada, com que é finda a Reconquista.  A figura importante de Gonzalo Fernández de Córdoba (apelidado do grande capitão) será exibida. Em 1492, Cristóvão Colombo descobriu as Índias Ocidentais e em 1497 Melillatomadas. Depois da tomada do Reino Nacérida para a coroa de Castela, a política externa irá girar em direção ao Mediterrâneo, Castela com seus exércitos para ajudar Aragão em seus problemas com a França, que culminará com a recuperação de Nápoles, em 1504, para a Coroa de Aragão. Mais tarde, no mesmo ano, morre a Rainha Isabel, a Católica.

## Séculos XVI-XVII: do império à crise

### Período da Regência
Isabel tinha excluído seu marido da sucessão à Coroa de Castela, que passou para as mãos de sua filha Joana (casada com Filipe de Áustria (I de Castela, apelidado "o Belo). Mas Isabel sabia da doença de sua filha (conhecida como "a Louca") e nomeia o pai desta, Fernando, o Católico como regente na eventual impossibilidade de que Juana não quisesse ou não pudesse entender sobre a governança. Na Concórdia de Salamanca [es] (tratado assinado em 1505), definiu-se por um governo misto de Filipe, Fernando e da própria Joana. No entanto, as más relações entre Filipe (apoiado pela nobreza castelhana) e seu sogro, o rei Fernando, o Católico, fazem o último abandonar o seu poder em Castela para evitar um confronto armado. Na Concórdia de Villafáfila - tratado assinado em 27 de junho de 1506 -, Fernando retira-se para Aragão e Filipe proclama-se Rei de Castela. Filipe morreu em 1507 e Fernando, o Católico retorna para a regência.
Fernando continuou a política de expansão de ambas Coroas, na direção do Atlântico de Castela e de Aragão na direção do Mediterrâneo. Em 1508 é conquistado o penedo de Vélez de la Gomera para Castela e entre 1509 e 1511 são conquistadas Trípoli, Bugia e Orã e se submete a Argel. Em 1515, é tomada Mazalquivir (Mers El Kébir). Com a morte de Gastão de Foix, seus direitos de sucessão para o Reino de Navarra passaram para as mãos de Germana de Foix, segunda esposa de Fernando, o Católico. Usando estes direitos de herança, o Tratado de Blois, assinado pelos reis de Navarra com a França em 1512 e com a ajuda dos navarros beaumonteses, Fernando ocupa o Reino de Navarra, com tropas castelhanas, de aproximadamente 20 mil soldados bem equipados sob as ordens do duque de Alba Fadrique Álvarez de Toledo y Enríquez e além disso, Fernando também tem o apoio de seu filho, o arcebispo de Saragoça, com mais de 3 mil homens que cercaram Tudela onde havia forte resistência. As Cortes de Aragão e da própria cidade de Saragoça não lhe deram autorização até o início de setembro, depois proclamação da bula papal Pastor Ille Caelestis, e quando já estavam com pouca resistência no reino. Em 1513, Fernando é reconhecido como rei de Navarra pelas Cortes de Navarra (apenas assistiu os beaumonteses). Entre 1512 e 1515 Navarra é parte da Coroa de Aragão. Finalmente, em 1515, em Cortes de Castela em Burgos é declarada a anexação do território. Nesta reunião não compareceu qualquer navarro.
O rei Fernando morreu em 1516 e sucede-lhe como regente o Cardeal Cisneros, que passa as duas Coroas para seu neto Carlos (I de Espanha e V do Sacro Império Romano-Germânico), filho de Joana e Filipe.

### Carlos I

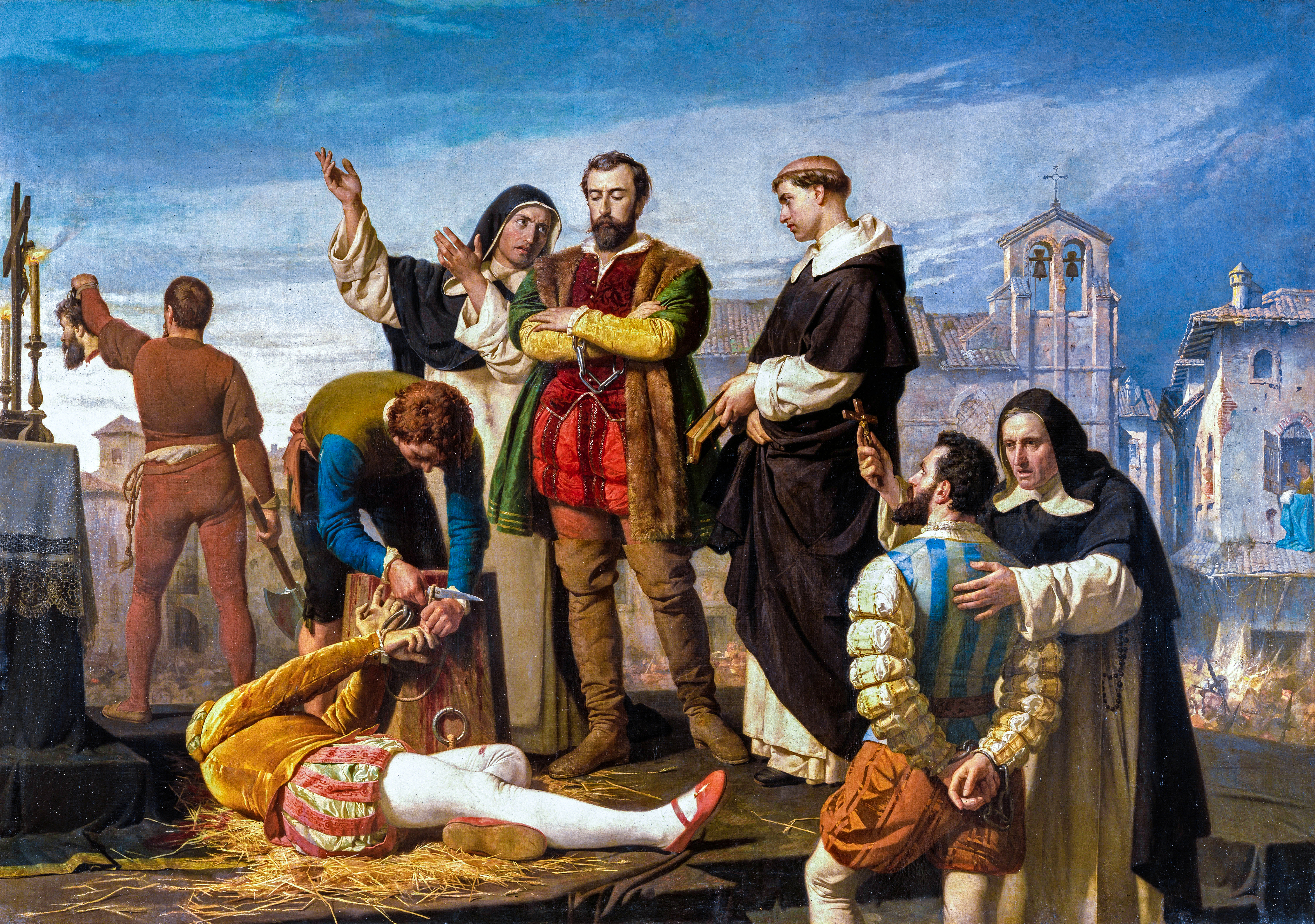
Os Comuneros Padilla, Bravo e Maldonado no Patíbulo, Antonio Gisbert, 1860. Fundos da Câmara dos deputados

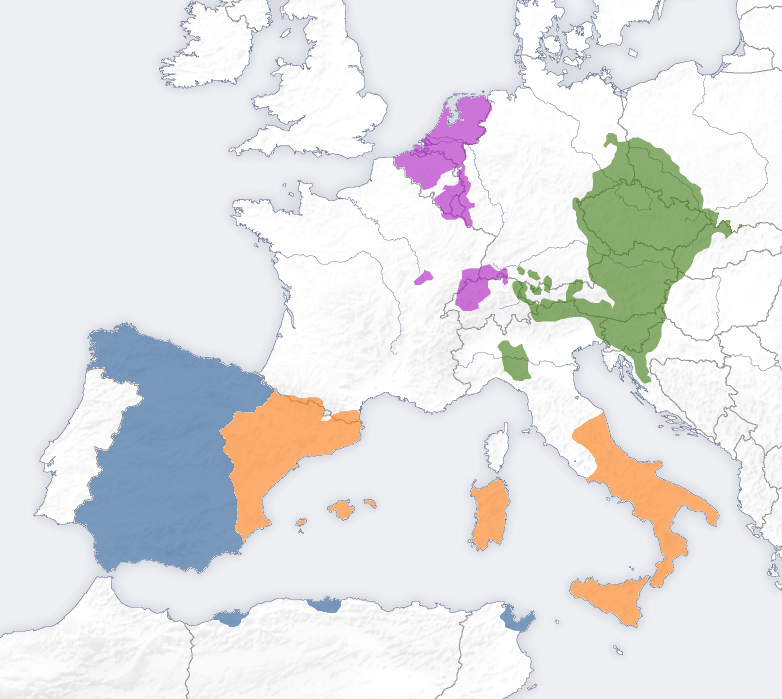
Coroa de Castela (em azul) durante o reinado de Carlos I

Carlos I recebeu a Coroa de Castela e Aragão e o Império, devido a uma combinação de casamentos dinásticos e mortes prematuras:
- Herda de seu pai, Filipe (m. 1506) Holanda;
- Com a morte de Fernando, o Católico (seu avô) recebe a Coroa de Aragão, em 1517 e também a de Castela (junto com o América) para ser sua mãe (Joana de Castela) incapacitada para governar;
- E como o neto de Maximiliano de Habsburgo, em 1519, recebe o Sacro Império Romano-Germânico sob o nome de Carlos V.

Carlos I não foi bem recebido em Castela. Isto pelo fato dele ter nascido em Gante o consideravam um rei estrangeiro, que foi já antes de sua chegada em Castela, concedida importantes posições ao flamengos e o dinheiro castelhano é usado para financiar a sua corte. A nobreza castelhana e as cidades estavam perto de uma revolta para defender seus direitos. Muitos castelhanos preferiram seu irmão Fernando (nascido em Castela) e na verdade o Conselho de Castela se opôs a ideia de Carlos como o rei de Castela.
As Cortes Castelhanas em Valladolid, em 1518, refere-se a um presidente de valão (Jean de Sauvage), isso provoca protestos irritados nos tribunais, que rejeitam a presença de estrangeiros nas suas deliberações. Apesar das ameaças, as cortes (liderados por Juan de Zumel, representante de Burgos) resistir e obtém do rei o juramente de respeitar as leis de Castela, remover dos importantes postos de trabalho a estrangeiros e aprender a falar espanhol. Carlos, após o seu juramento, obtém uma subvenção de 600 000 ducados.
Carlos I está ciente de que tem muitas opções para ser Imperador e precisa se impor na Coroa de Castela e o acesso a suas riquezas para seu sonho imperial. Castela foi um dos territórios mais dinâmicos, mais ricos e mais avançados da Europa do século XVI e começa a perceber que pode ser incorporada em um Império, isto junto a falta da promessa de Carlos, faz com que aumentem a hostilidade para com o novo rei. Em 1520, as Cortes em Toledo são convocadas para outro (o serviço) que as cortes rejeitam. Eles são convocação em Santiago com o mesmo resultado. Ela finalmente foi convocada em La Coruña, e então ele suborna a um número importante de representantes, outros não são autorizados a entrar e o que permite a aprovação do serviço. Os representantes que votaram a favor são atacados pelos espanhóis e tem queimadas as casas. As cortes não serão a única oposição com que Carlos I, vai encontrar-se. Fora de Castela em 1520, deixando como um regente para seu antigo tutor, o cardeal Adriano de Utrecht, eclodiu a Guerra das Comunidades de Castela. Os Comuneros foram derrotados um ano mais tarde (1521). Após a derrota, as cortes foram reduzidas a um mero órgão consultivo.
As guerras em Navarra se reproduziram várias vezes nos anos seguintes a morte de Fernando, o católico, devido às tentativas de Reconquista dos reis de Navarra, auxiliados pelo Reino da França. Um deles ao redor do trono de Carlos I, em 1516, que logo foi combatido. O mais importante veio em 1521, onde além da entrada de tropas do Norte ocorreram um apoio da população navarra (incluindo o beaumontesa), com uma revolta generalizada que levou a expulsar o exército castelhano de todo o território de Navarra. Então Carlos I enviou um exército de 30 mil homens bem armados, que logo após a sangrenta Batalha de Noáin conseguiu controlar novamente a maioria do território de Navarra que regressa a Castela. Ainda ficaram dois focos de resistência, no Castelo da Maia, em 1522 e o Fuenterrabia, em 1524, além da Baixa Navarra, onde as incursões castelhanas foram instáveis. Finalmente, em 1528, Carlos I se retira do território da Baixa Navarra por não ser capaz de defendê-la de forma eficaz, e abandonar suas reivindicações sobre ela e sem que lá tivesse qualquer Tratado formal entre os reis de Navarra e Carlos I.

### Política imperial de Filipe II

Localização da coroa de Castela sobre os domínios de Filipe II a 1580

Filipe II continuou a mesma política de Carlos I. Mas ao contrário de seu pai, Castela era o centro de seu Império, com a centralização de sua administração em Madri. Outros Estados mantiveram sua autonomia governada por vice-reis.
Com Carlos I a carga fiscal do Império foi direcionada principalmente a Castela, e com Filipe II ela quadruplicou. Durante seu reinado, além do aumento de impostos já existentes, foram implementados novos, entre eles o Escusado Eclesiástico, em 1567. Nesse mesmo ano Filipe II ordenou a Pragmática Sanção. Este édito limitou as liberdades religiosas, linguísticas e culturais da população mourisca e foi uma das causas da Rebelião das Alpujarras (1568–1571) D. João de Áustria, reduziu-a militarmente.
Castela entra em recessão em 1575, levando à suspensão dos pagamentos (o terceiro do seu reinado). Em 1590 as cortes aprovam o Serviço de Milhões, um novo imposto sobre os alimentos é cobrado. Isso acabou arruinado cidades castelhanas e eliminou suas fracas tentativas de industrialização. Uma nova suspensão de pagamentos teve lugar em 1596.

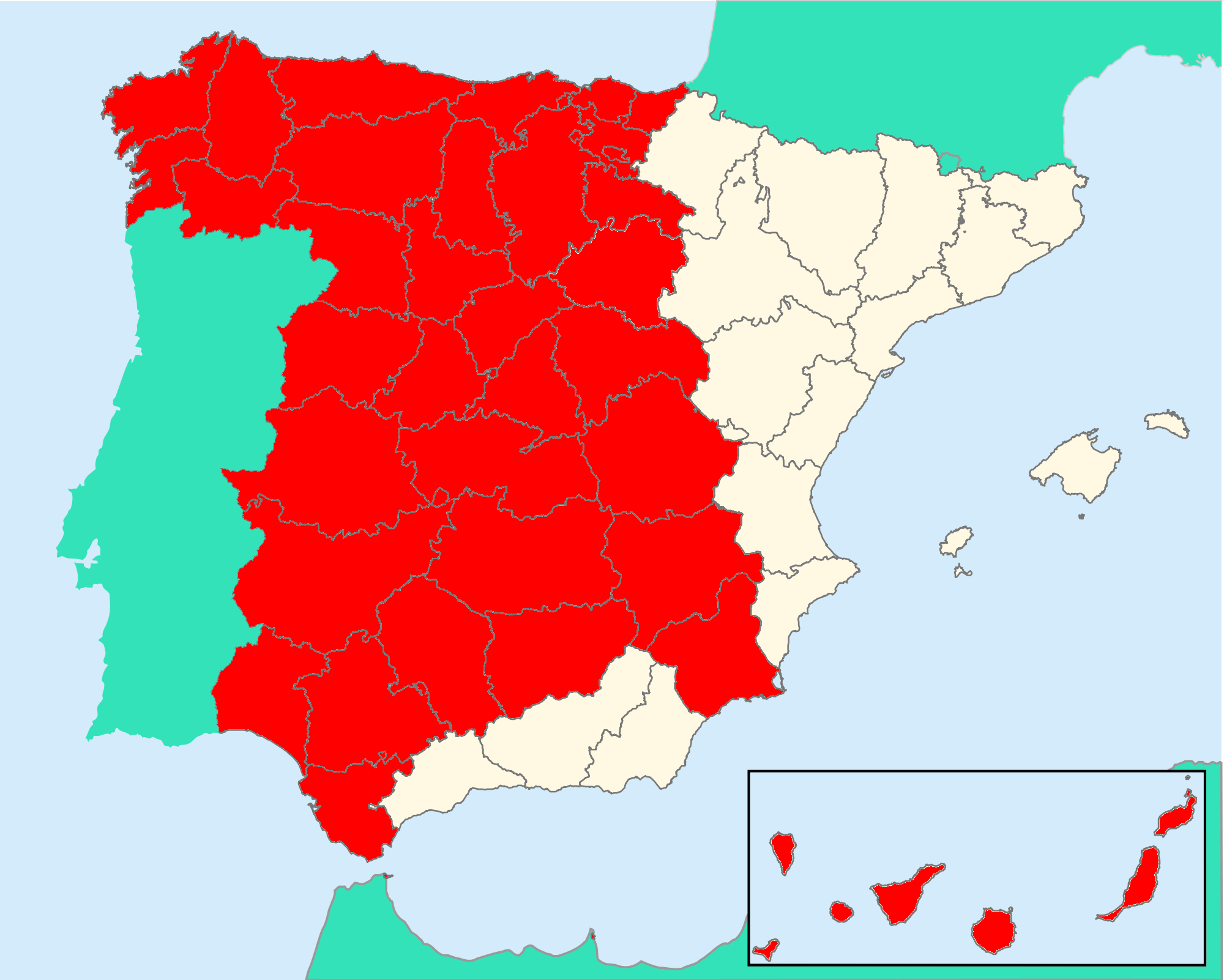
A coroa na atual Espanha

### Reinado dos Áustrias menores

Territórios representados pelo voto nos tribunais (o território das "províncias bascas" ou "exonerado", do regime foral próprio, que não enviaram advogados tribunais - nem de Navarra, que manteve seus próprios tribunais -colorido também cidades).

Norte ultramarino

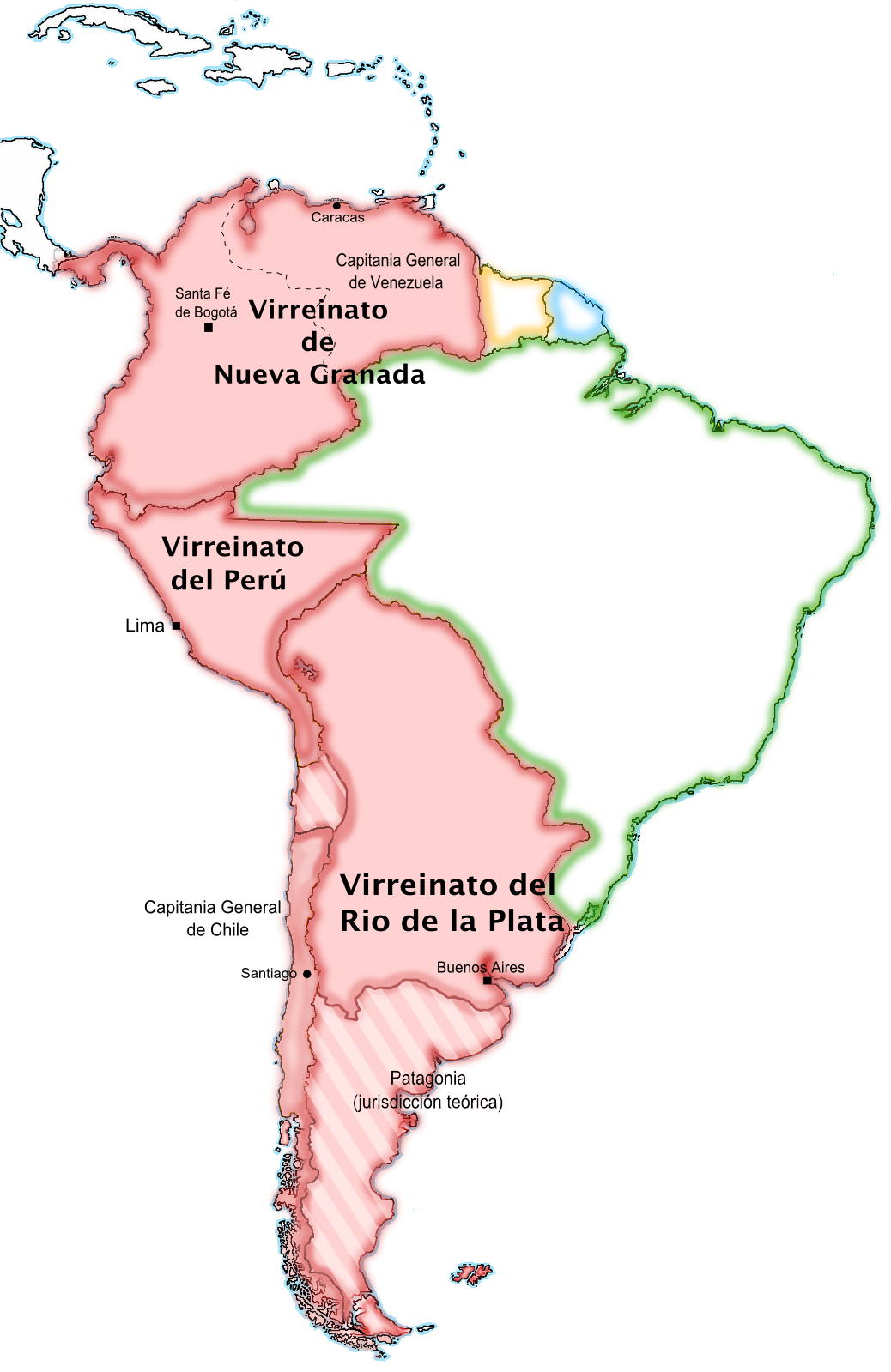
Sul ultramarino

Nos reinados anteriores os cargos nas instituições foram com pessoas com estudos, na administração de Filipe III estas pessoas eram oriundas das universidades de Alcalá e Salamanca. A partir de Filipe III , os nobres impõem-se novamente seu estatuto para governar, ao ser necessário provar uma limpeza de sangue. A perseguição religiosa de Filipe III levou à expulsão dos mouriscos em 1609.
Ante o colapso da fazenda castelhana para manter a hegemonia do Império Espanhol durante o reinado de Filipe IV, o Conde-duque de Olivares, o valido do rei de 1621 a 1643, tenta realizar uma série de reformas. Entre estas é a União de Armas, uma tentativa de que cada território dentro da Monarquia Espanhola contribuísse na proporção de sua população para a manutenção do exército. Seus propósitos da União não funcionaram e a coroa espanhola continuou como uma confederação dos reinos.
Luís Méndez de Haro, 2.º Conde-Duque de Olivares, sucede ao seu pai como valido de Filipe IV entre 1659 e 1665. Seu objetivo era pôr fim a conflitos internos, erguidos por seu antecessor (revoltas em Portugal, Catalunha e Andaluzia) e alcançar a paz na Europa.
Com a morte de Filipe IV em 1665 e ante a incapacidade de Carlos II para governar, acontece a letargia econômica e as lutas de poder entre os diversos validos. Em 1668, a Monarquia Espanhola aceita a independência de Portugal no Tratado de Lisboa; ao mesmo tempo torna-se efetiva incorporação de Ceuta a Castela que tinha optado por não aderir à revolta e permanecer fiel a Filipe IV.  A morte de Carlos II em 1700 sem descendentes provoca a Guerra da Sucessão Espanhola.

## Entidades territoriais sob a Coroa de Castela

### Em Espanha
- Castela, a Velha
- Castela, a Nova
- Ceuta
- Melilla
- Reino de Leão
- Principado das Astúrias
- Reino da Galiza
- Senhorio da Biscaia
- Senhorio de Molina
- Guipúscoa
- Álava
- Estremadura
- Reino de Múrcia
- Reino de Córdova
- Reino de Xaém
- Reino de Sevilha
- Reino de Granada (a partir de 1492)
- Reino das Ilhas Canárias
- Reino de Navarra (a partir de 1515)

### Na América
- Vice-Reino da Nova Espanha (de 1535)
- Vice-Reino do Peru (a partir de 1542)